# Sutorina
Sutorina (crnog. ćiril. Суторина) je selo na jugoistoku Crne Gore. Također je i naziv za mali dio zemlje oko kojeg se spore Bosna i Hercegovina i Crna Gora. Bosna i Hercegovina smatra da je Sutorina dio Bosne i Hercegovine, te da Crna Gora nema nijedan valjani dokaz da je Sutorina njezino vlasništvo.
Selo se nalazi u blizini granice s Hrvatskom i tri kilometra od Jadranskog mora u Igalu.
Okolno područje, uključujući i mali dio jadranske obale, nazvan je po svetoj Ireni. Nakon raspada SFR Jugoslavije, područje se nalazi u Crnoj Gori.

## Demografija
Prema posljednjem potvrđenom popisu pučanstva provedenom u Crnoj Gori, u Sutorini je bilo 622 stanovnika.
| nacionalni sastav Sutorine, 2003. | nacionalni sastav Sutorine, 2003. | nacionalni sastav Sutorine, 2003. | nacionalni sastav Sutorine, 2003. | nacionalni sastav Sutorine, 2003. |
| --------------------------------- | --------------------------------- | --------------------------------- | --------------------------------- | --------------------------------- |
| nacionalnost                      |                                   |                                   |                                   | broj                              |
| Srbi                              | Srbi                              |                                   | 402 (66,23 %)                     | 402 (66,23 %)                     |
| Crnogorci                         | Crnogorci                         |                                   | 132 (21,74 %)                     | 132 (21,74 %)                     |
| Hrvati                            | Hrvati                            |                                   | 5 (0,82 %)                        | 5 (0,82 %)                        |
| Hercegovci                        | Hercegovci                        |                                   | 4 (0,66 %)                        | 4 (0,66 %)                        |
| Jugoslaveni                       | Jugoslaveni                       |                                   | 2 (0,33 %)                        | 2 (0,33 %)                        |
| ostali, neizjašnjeni i nepoznati  | ostali, neizjašnjeni i nepoznati  |                                   | 62 (10,21 %)                      | 62 (10,21 %)                      |
|                                   |                                   |                                   |                                   |                                   |

## Spor
Obala duga 5 nmi (9,3 km) na zapadnom ulazu iz Vitaljine u Boku kotorsku od rta Konfin do Igala, poznata kao Sutorina, uključuje Sutorinsku dolinu sa šest gradova i sela: Igalo, Sutorinu, Sušćepan, Prijevor, Ratiševinu i Kruševice, odnosno područje veličine 83,7 km² prema podatcima Udruženja geografa u BiH.
Rt Konfin (tal: confine, granica) bio je granica između Sutorine i Prevlake (Konavle) pod Dubrovačkom Republikom od 1699. godine.
Ovo područje je, kao i Neum, Karlovačkim sporazumom od 1699. godine predano Osmanskom Carstvu, odnosno Bosanskom vilajetu, čime je Dubrovačka Republika prestala biti u izravnom dodiru s Mletačkom Republikom. Takvo stanje priznao je i Berlinski kongres 1878. godine, kada je ovo područje postalo dio Bosne i Hercegovine pod Austro-Ugarskom. Nakon stvaranja Kraljevine SHS, područje Sutorine postalo je dio Mostarske oblasti. Godine 1929. područje Sutorine pripalo je Zetskoj banovini u sklopu Trebinjskog kotara. Međutim, Narodna skupština Kraljevine Jugoslavije 1. travnja 1936. godine objavila je financijski zakon kojim je obvezala ministra financija, uz odobrenje Ministarskog vijeća, da donese uredbu sa zakonskom snagom o promjeni područja, granica i središta kotara. Takva uredba objavljena je 25. rujna 1936. godine kojom je područje Sutorine i Kruševica izdvojeno iz Trebinjskog kotara i pripojeno Bokokotorskom kotaru.
Tajnik Predsjedništva AVNOJ-a Mile Peruničić na sjednici AVNOJ-a održanoj 24. veljače 1945. godine iznio je stav o unutarnjem razgraničenju Jugoslavije. Između ostalog, izrazio je stav da se Bosna i Hercegovina uzme u granicama određenim Berlinskim ugovorom, a Crna Gora u granicama prije Balkanskog rata s Beranskim i Kotorskim kotarom, Plavom i Gusinjem. Granice su uzete dosta neodređeno, a nadalje radi se samo o iznesenom stavu, nikako pravnom aktu kojim su konačno uređene republičke granice. To je jasno iz primjera razgraničenja između Hrvatske i Srbije, kada je u lipnju 1945. godine predložena Komisija sa zadaćom da predloži razgraničenje između Hrvatske i Vojvodine.
Ministarstvo za Konstituantu obratilo se 20. kolovoza 1945. godine federalnim jedinicama cirkularom u kojem stoji da je do donošenja ustava potrebno provesti upravno-političku podjelu zemlje, te se u svezi s tim, traže podatci o okruzima, kotarima, gradskim i mjesnim odborima, s objašnjenjem je li ta podjela konačna ili se predviđaju i nova rješenja. U cirkularu se konstatira da među pojedinim republikama postoje neriješena teritorijalna pitanja, pa se u svezi s tim od federalnih jedinica zahtijeva da što prije upute svoja obrazložena mišljenja i prijedloge. U cirkularu se jasno vidi da su federalne jedinice imale mogućnost prigovora na teritorijalna razgraničenja.
Narodna Vlada Federalne BiH devet je dana poslije, 29. kolovoza 1945. godine donijela Uredbu o određivanju područja narodnih odbora i ustanovljenju sjedišta mjesnih narodnih odbora, u kojoj je izostavljeno područje Sutorine i Kruševice. Narodna Vlada Federalne Crnge Gore četiri dana poslije, 2. rujna 1945. godine Odlukom o administrativnoj podjeli navodi Sutorinu i Kruševicu u crnogorskom srezu Herceg-Novi.
Ustav FNR Jugoslavije donesen je 31. siječnja 1946. godine, kada je očito bilo jasno da su sređena pitanja granica federalnih jedinica (kako je to tražilo Ministarstvo za Konstituantu u kolovozu 1945. godine). U Ustavu je glede razgraničenja federalnih jedinica – republika, određeno u čl. 12 da "razgraničenje teritorija narodnih republika vrši Narodna skupština FNRJ" i da se granice narodne republike ne mogu mijenjati bez njezinog pristanka. Kako je Ustav FNRJ donesen poslije određivanja granica, on ne može djelovati retroaktivno. Iz prethodnog teksta jasno je da je razgraničenje BiH i Crne Gore riješeno već u rujnu 1945. godine. Vlada Federalne BiH nije nikada imala stvarnu vlast nad područjem Sutorine i Kruševice, a rečenom Uredbom i pravno je priznala takvo stanje, dok je Vlada FCG imala stvarnu vlast nad tim područjem i pravno ga je priznala dijelom Federalne Crne Gore Odlukom o administrativnoj podjeli FCG.
Konačno je Badinterova komisija 1992. godine odredila da prijašnja razgraničenja dobivaju svojstvo granica zaštićenih međunarodnim sporazumom.